# Listă de ziare din Franța
Aceasta este o listă de ziare din Franța.

## Ziare care apar în prezent în Franța

### Ziare  naționale
Tirajul dat aici corespunde datelor privind  numărul de ziare  vândute în Franța prezentate de  Office de Justification de la diffusion (O.J.D.) pentru anul 2008.
| Ziar        | Data- fondării | Grup de presă                          | Tiraj-nr.buc. | Comentarii    |
| ----------- | -------------- | -------------------------------------- | ------------- | ------------- |
| Le Parisien | 1986           | Groupe Amaury                          | 512.000       | Ziar          |
| Le Figaro   | 1826           | Socpresse                              | 320.000       | Ziar din 1866 |
| Le Monde    | 1944           | La Vie-Le Monde                        | 300.000       | Ziar          |
| L’Équipe    | 1946           | Groupe Amaury                          | 311.000       | Ziar          |
| Libération  | 1973           | SARL Libération                        | 123.000       | Ziar          |
| Les Échos   | 1908           | DI Group                               | 121.000       | Ziar din 1928 |
| La Croix    | 1883           | Bayard Presse                          | 94.000        | Ziar          |
| La Tribune  | 1985           | DI Group                               | 77.000        | Ziar          |
| L’Humanité  | 1904           | Société nouvelle du journal l’Humanité | 49.000        | Ziar          |

### Alte ziare care apar în Franța în 2008
| Ziar                         | Data- fondării | Grup de presă                            | Tiraj-nr.buc.       | Comentarii                                               |
| ---------------------------- | -------------- | ---------------------------------------- | ------------------- | -------------------------------------------------------- |
| Le Canard enchaîné           | 1915           |                                          | 500.000             | săptămânal                                               |
| The Connexion                | 2002           |                                          |                     | Ziar lunar in limba engleză                              |
| Corse-Matin                  | 1944           | SA Corse Presse Groupe Hersant Média     | 45.000              | Ziar regional                                            |
| Courrier International       | 1990           |                                          | 190.000             | Wochenzeitung                                            |
| La Dépêche du Midi           | 1870           |                                          | 222.376             | Tageszeitung regional                                    |
| Dernières Nouvelles d’Alsace | 1877           | EBRA                                     | 200.000             | Tageszeitung regional                                    |
| Direct Matin Plus            | 2007           | La Vie-Le Monde und Groupe Bolloré       | 1000000 > 1.000.000 | Tageszeitung Gratiszeitung                               |
| Direct Soir                  | 2006           | Groupe Bolloré                           |                     | Tageszeitung Gratiszeitung                               |
| L’Express                    | 1953           |                                          |                     | Wochenzeitung                                            |
| International Herald Tribune | 1887           | New York Times Company                   | 205.407             | Ziar in limba engleză                                    |
| Le Journal du Dimanche       | 1948           |                                          | 260.000             | Sonntagszeitung bis 1976 Sonntagsausgabe des France Soir |
| Marianne                     | 1997           |                                          |                     | Wochenzeitung                                            |
| metro                        | 2002           | Metro International                      | 800000 > 800.000    | Tageszeitung Gratiszeitung                               |
| Midi Libre                   | 1944           | Groupe Sud Ouest                         |                     | Tageszeitung regional                                    |
| Le Monde diplomatique        | 1954           |                                          | 300.000             | Ziar lunar                                               |
| Nice-Matin                   | 1944           | S.A.P.O. Nice-Matin Groupe Hersant Média |                     | Tageszeitung regional                                    |
| Le Nouvel Observateur        | 1964           |                                          | 500.000             | Wochenzeitung                                            |
| Ouest-France                 | 1944           |                                          | 800.000             | Tageszeitung regional                                    |
| Paris Courses                | ?              | Turf Editions                            | 42.181              | Tageszeitung                                             |
| Paris Match                  | 1949           |                                          |                     | Săptămânal                                               |
| Paris Turf                   | ?              | Turf Editions                            | 81.025              | Tageszeitung                                             |
| Le Point                     | 1972           |                                          |                     | Wochenzeitung                                            |
| Le Progrès                   | 1859           | EBRA                                     |                     | Tageszeitung regional                                    |
| La Recherche                 | 1946 (1970)    | Sophia Publications                      | 65.000              | Monatszeitung                                            |
| Télérama                     | 1947           | La Vie-Le Monde                          |                     | Wochenzeitung                                            |
| Week End                     | ?              | Turf Editions                            | 32.516              | Tageszeitung                                             |
| 20 minutes                   | 2002           | Schibsted                                | 870.000             | Tageszeitung Gratiszeitung                               |

1. ↑  „OJD”. Arhivat din original la 10 februarie 2010. Accesat în 23 aprilie 2016.